# George Sinclair, 4:e earl av Caithness
George Sinclair, 4:e earl av Caithness, född på 1520-talet, död 1582, var en skotsk storman. Han var son till John Sinclair, 3:e earl av Caithness och farfar till George Sinclair, 5:e earl av Caithness.
Sinclair var sträng romersk katolik och ivrig anhängare av Maria Stuart. Trots att han själv var invecklad i mordet på Darnley, presiderade Sinclair vid rättegången mot sin medbrottsling Bothwell. Han var av ett ovanligt vilt och grymt temperament, gjorde sig skyldig till många våldsdåd i sin laglösa hemtrakt och beskylldes till och med för att ha låtit en av sina söner omkomma genom törst i fängelse.